# Carlito Merss
Carlito Merss GOMM (Porto União, 16 de setembro de 1955) é um economista e político brasileiro, filiado ao Partido dos Trabalhadores (PT) desde 1983, ex-prefeito de Joinville (2009-2012).
Eleito pela primeira vez, em 1992, a vereador em Joinville, cargo que ocupou, de 1° de janeiro de 1993 até 31 de janeiro de 1995, quando no dia seguinte, assumiu o mandato de deputado estadual na 13ª legislatura (1995 — 1999) (decorrente da sua eleição em 1994).
Durante seu mandato como vereador, em 1994, Carlito foi um dos vereadores que foi contra a proposta que aumentaria o salário dos vereadores em 25,95%, retroagindo o pagamento até abril daquele ano. Carlito inclusive moveu ação popular junto com Nelson Quirino de Souza, acatada pelaa 3ª Vara Cível e de Feitos da Fazenda.
Foi deputado federal por Santa Catarina na 51ª legislatura (1999 — 2003), na 52ª legislatura (2003 — 2007) e na 53ª legislatura (2007 — 2011).
Foi o candidato a deputado federal mais votado em Santa Catarina, nas eleições de 2002, com 140 657 votos (4,59%).